# Nuitka
Nuitka (произносится «нютка», сокр. от «Анютка») — транспайлер, который транслирует код Python в исполняемые файлы или исходный код Cи/C++. Он работает с разными версиями Python и позволяет создавать автономные приложения, даже когда Python не установлен на целевом компьютере. Nuitka выпускается под лицензией Apache.
Nuitka обсуждался на конференции EuroPython 2012, а полноценная разработка началась к концу того же года. Он поддерживает все возможности языка Python, начиная с конца 2014 года.
Компиляция на платформу, отличную от рабочей (то есть с помощью кросс-компилятора), невозможна. Исполняемые файлы включают CPython-код, что приводит к увеличению их размера, кроме того, их построение требует компилятора Cи/C++ (GCC, g++, Clang, MinGW или Microsoft Visual Studio) и установленного интерпретатора Python.
В конце 2020 года проект вошёл в список критически важных открытых проектов по версии Google. Попадание в такой рейтинг позволяет мэйнтейнерам иметь возможность обратиться в организацию Open Source Security Foundation для получения помощи.

## Использование
Nuitka может быть установлен из репозиториев множества дистрибутивов Linux или посредством pip. Компиляция производится с помощью nuitka program.py или собственно Python (python -m nuitka program.py).